# Кабесабельйоса-де-ла-Кальсада
Кабесабельйоса-де-ла-Кальсада (ісп. Cabezabellosa de la Calzada) — муніципалітет в Іспанії, у складі автономної спільноти Кастилія-і-Леон, у провінції Саламанка. Населення — 102 особи (2010).
Муніципалітет розташований на відстані близько 250 км на захід від Мадрида, 80 км на захід від Саламанки.

## Демографія
Динаміка населення (INE ):

## Зовнішні посилання
- Провінційна рада Саламанки: індекс муніципалітетів [Архівовано 23 квітня 2009 у Wayback Machine.]
- Кабесабельйоса-де-ла-Кальсада [Архівовано 7 серпня 2018 у Wayback Machine.]
- Посилання на Google Maps